# Potou Xiang
Potou Xiang (kinesiska: 坡头, 坡头乡) är en socken i Kina. Den ligger i provinsen Yunnan, i den sydvästra delen av landet, omkring 190 kilometer söder om provinshuvudstaden Kunming. Antalet invånare är 22 822. Befolkningen består av 10 362 kvinnor och 12 460 män. Barn under 15 år utgör 22,0 %, vuxna 15-64 år 70 %, och äldre över 65 år 7,0 %.
Genomsnittlig årsnederbörd är 1 365 millimeter. Den regnigaste månaden är juli, med i genomsnitt 273 mm nederbörd, och den torraste är februari, med 20 mm nederbörd.